# Babilon (Mazovie)
Pour les articles homonymes, voir Babilon.
Babilon (prononciation : [baˈbilɔn]) est un village polonais de la gmina de Lipsko dans le powiat de Lipsko de la voïvodie de Mazovie dans le centre-est de la Pologne.
Il se situe à environ 3 kilomètres au nord-ouest de Lipsko (siège de la gmina et de la powiat) et à 125 kilomètres au sud de Varsovie (capitale de la Pologne).
Le village possède approximativement une population de 200 habitants en 2006.

## Histoire
De 1975 à 1998, le village appartenait administrativement à la voïvodie de Radom.